# 机油天妇罗
机油天妇罗（日语： mōbiru tenpura，也作 mobīru tempura）是第二次世界大战之后曾存在于冲绳的一种以机油烹调的油炸食品。

## 名称
日文名称中的指的是当时驻冲绳美军用以润滑引擎的机油品牌美孚（Mobil），故而字面意思是“美孚天妇罗”。:18

## 烹调与食用
二战后的冲绳，由于食物匮乏，有人使用机油炸制天妇罗。:32:55当时的机油颜色发黑:33，炸制时会散发出强烈的工业油的气味，并且放出黑烟:33，然而炸好的天妇罗仍然被看作美食:32，受到民众欢迎:55。机油天妇罗在盂兰盆节、新年这样的节日和婚礼庆典上都会登场。:36

## 对健康的影响
食用机油天妇罗之后，会出现恶心、腹痛、腹泻等症状。:55:33,37食用机油天妇罗后，甚至会有无法消化的机油从肛门流出:40:306，当时的冲绳人大多有过这样的经历。:40甚至曾有人因食用机油天妇罗而死亡。:55:37
一般而言，源于石油的矿物油不仅难以消化，所烹制的食物甚至难以咀嚼和吞咽；强行食用的话，对中枢神经系统和心脏都是有危害的。